# Sedum makinoi
Sedum makinoi är en fetbladsväxtart som beskrevs av Carl Maximowicz. Sedum makinoi ingår i Fetknoppssläktet som ingår i familjen fetbladsväxter. Inga underarter finns listade i Catalogue of Life.

## Bildgalleri

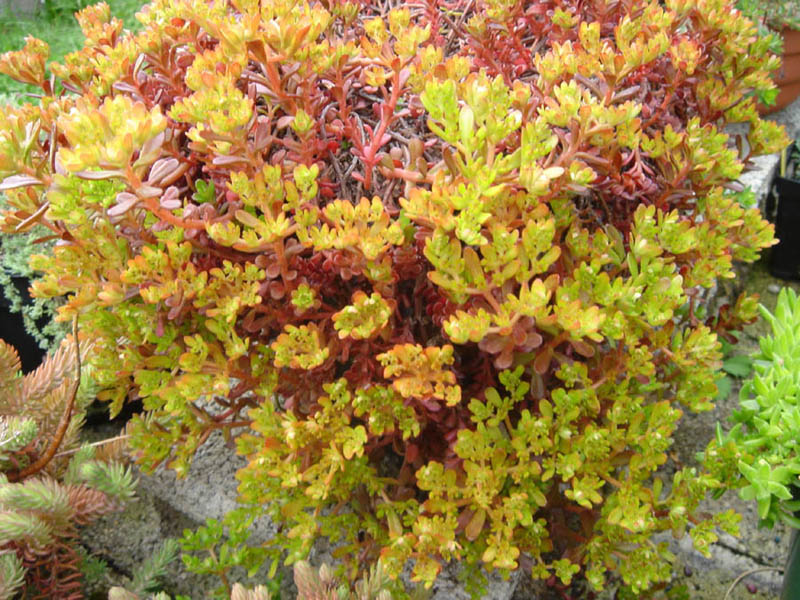
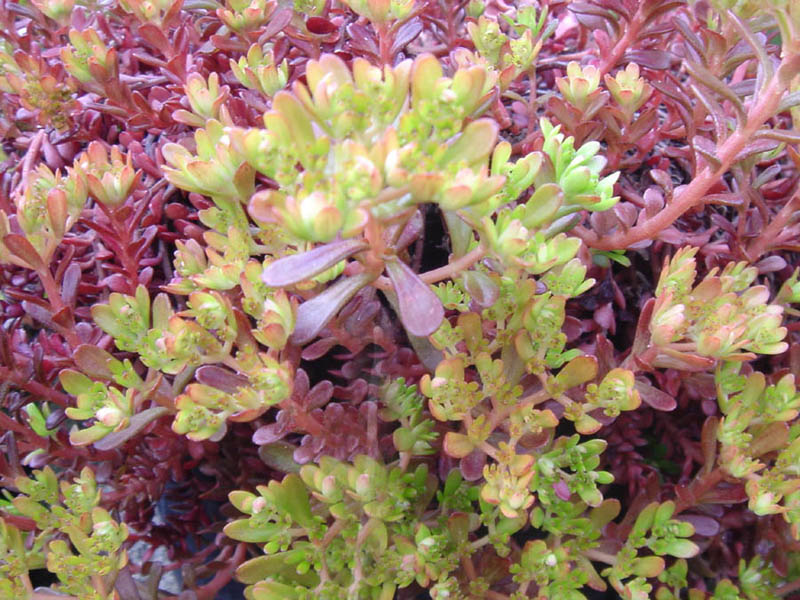
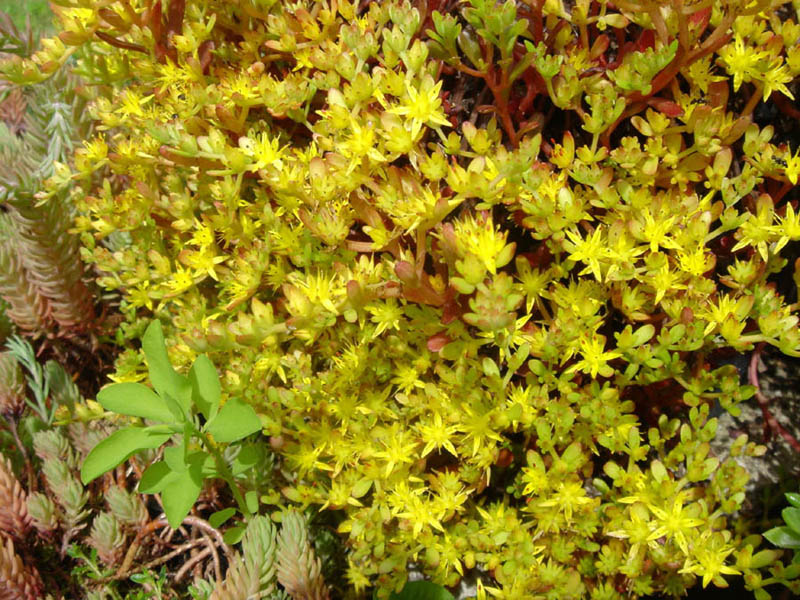
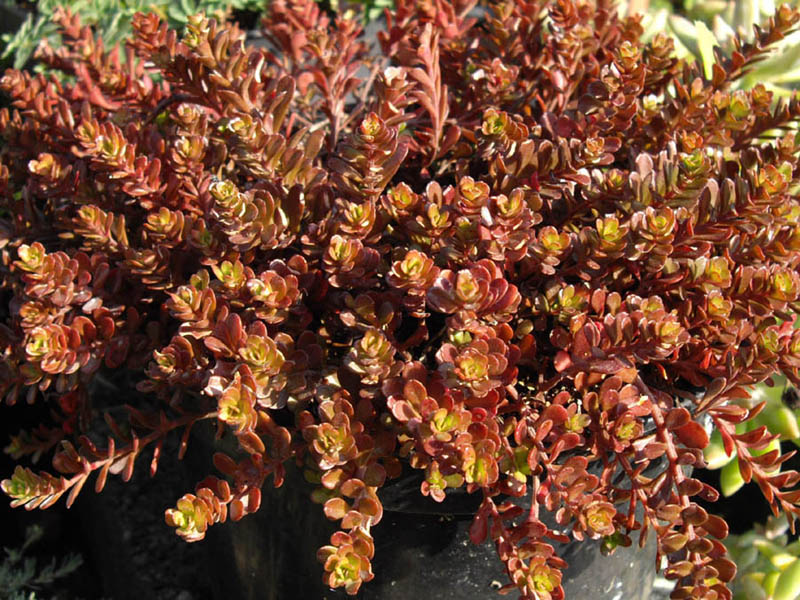
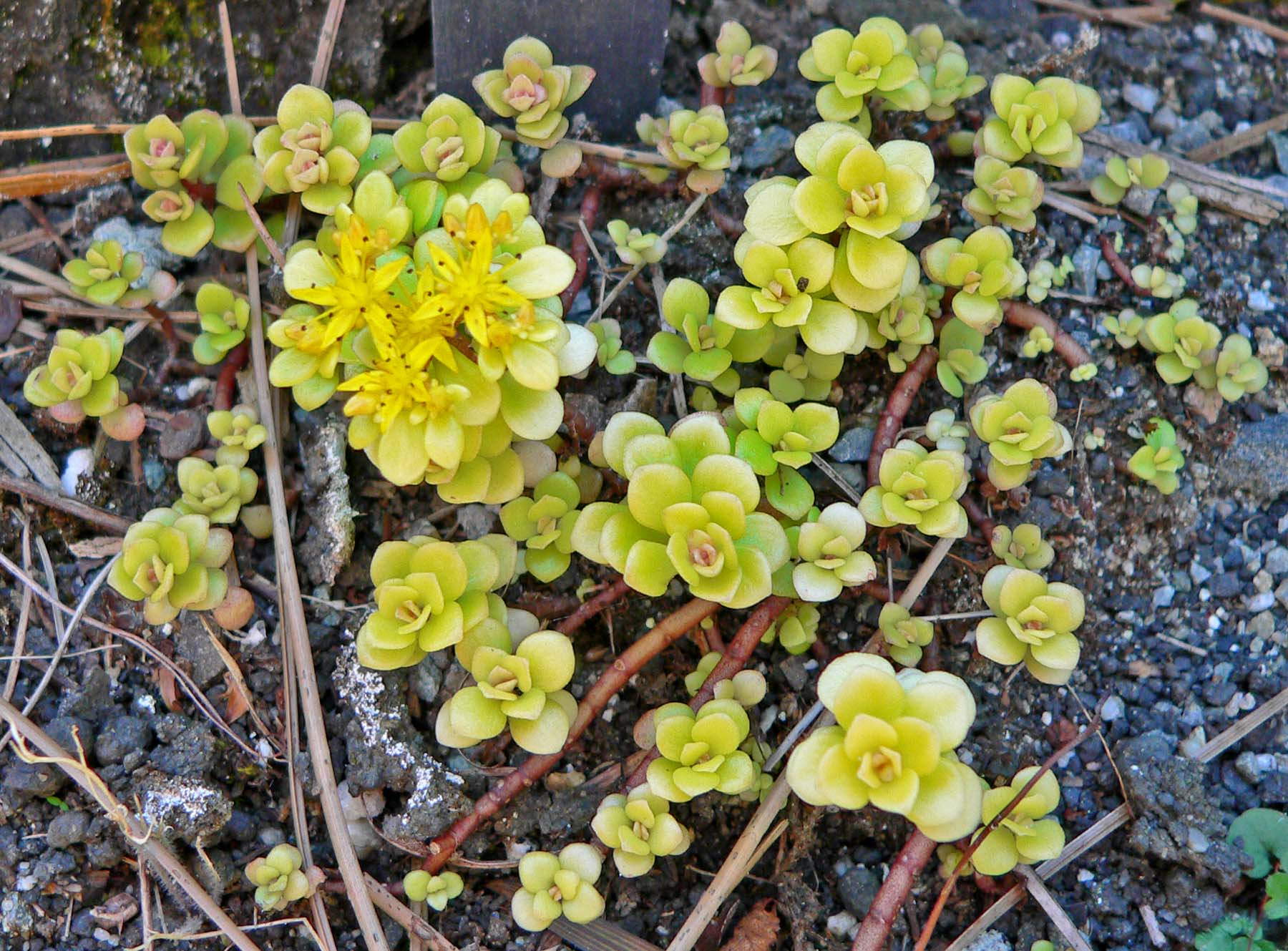
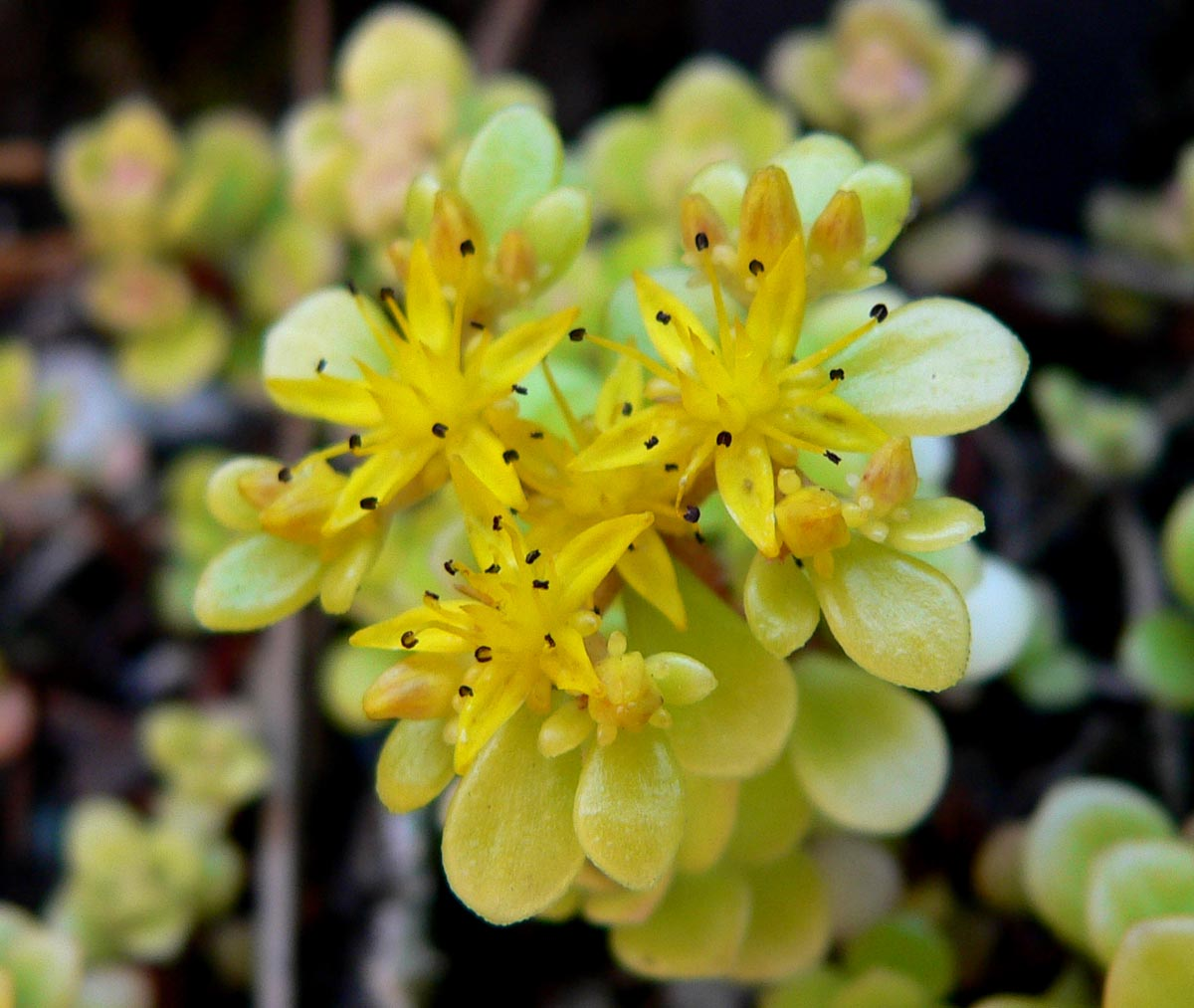